# Francisco Agamenilton Damascena

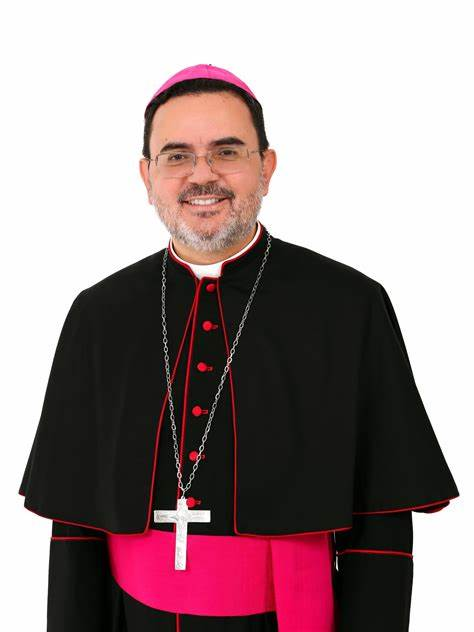
Francisco Agamenilton Damascena (2025)

Wappen von Francisco Agamenilton Damascena als Bischof von Rubiataba-Mozarlândia

Francisco Agamenilton Damascena (* 26. Juni 1975 in Currais Novos, Rio Grande do Norte) ist ein brasilianischer Geistlicher und römisch-katholischer Bischof von Luziânia.

## Leben
Francisco Agamenilton Damascena wurde am 27. Juni 1976 in der Pfarrkirche São João Batista in Cerro Corá getauft. Er wuchs zunächst in Bodó auf, bevor seine Familie im Oktober 1985 nach Niquelândia zog. Am 21. Oktober 1990 wurde er in der dortigen Kapelle Nossa Senhora d’Abadia durch den Bischof von Uruaçu, José da Silva Chaves, gefirmt. Von 1982 bis 1989 besuchte er die Grundschule im Centro Educacional Codemin und von 1990 bis 1992 die Escola Técnica Tocantins. Danach arbeitete Damascena kurzzeitig als Lehrer für Schreibmaschinenschreiben, Verwaltungsassistent und Büroangestellter. Anschließend studierte Philosophie und Katholische Theologie am Priesterseminar Nossa Senhora de Fátima in Brasília (1993–1994) und am Päpstlichen Athenaeum Regina Apostolorum in Rom (1994–2000), wo er 1997 mit der von Michael Ryan LC betreuten Arbeit A consciência e a auto-consciência moral na realidade dinâmica da Pessoa Humana segundo Karol Wojtyła („Gewissen und moralisches Selbstbewusstsein in der dynamischen Realität der menschlichen Person nach Karol Wojtyła“) ein Lizenziat im Fach Philosophie erwarb und im Jahr 2000 mit der Arbeit A solidariedade no sínodo para a América („Solidarität auf der Synode für Amerika“) ein Baccalaureato im Fach Katholische Theologie. Während seiner Studienzeit in Rom war er Alumnus des Pontificio Collegio Internazionale Maria Mater Ecclesiae. Francisco Agamenilton Damascena wurde am 16. September 2000 in der Catedral Sant’Ana in Caicó durch den Bischof von Caicó, Jaime Vieira Rocha, zum Diakon geweiht. Am 19. März 2001 empfing er in Niquelândia durch den Bischof von Uruaçu, José da Silva Chaves, das Sakrament der Priesterweihe.
Nach der Priesterweihe war Francisco Agamenilton Damascena zunächst von 2001 bis 2010 akademischer Direktor des Diözesaninstituts für Philosophie sowie Studienpräfekt (2001–2007) und Subregens (2007–2010) am Priesterseminar São José in Uruaçu. Daneben war Damascena von 2001 bis 2007 als Seelsorger in der Pfarrei São Sebastião in Uruaçu und von 2007 bis 2012 als Koordinator für die Pastoral tätig. Zudem war er von 2001 bis 2012 Diözesankanzler, Notar sowie Mitglied des Priesterrats und des Konsultorenkollegiums des Bistums Uruaçu. Ferner war Damascena von 2011 bis 2012 zusätzlich Pfarrer der Pfarrei Nossa Senhora d’Abadia in Barro Alto und Spiritual der Vereinigung Pietatis Opus. In dieser Zeit absolvierte er an der Faculdade Mário Schenberg in Cotia zudem einen Kurs in Hochschuldidaktik. 2012 erhielt er die Ehrenbürgerwürde der Stadt Uruaçu. 2013 wurde Francisco Agamenilton Damascena für weiterführende Studien nach Rom entsandt, wo er 2016 an der Päpstlichen Lateranuniversität bei Philip Martin Larrey mit der Arbeit Rumo ao pluralismo personalista com base no personalismo de Karol Wojtyła („Auf dem Weg zu einem personalistischen Pluralismus auf der Grundlage des Personalismus von Karol Wojtyła“) im Fach Philosophie promoviert wurde. Neben seinem Promotionsstudium war er von 2014 bis 2016 als Seelsorger in der Pfarrei Santa Sinforosa in Bagni di Tivoli tätig. In dieser Zeit lebte er im Collegio Sacerdotale Giovanni Paolo II.
Ab 2016 war Francisco Agamenilton Damascena akademischer Direktor der Escola Diaconal São Lourenço in Uruaçu und Dozent am Diözesaninstituts für Philosophie sowie Pfarrvikar der Pfarrei Nossa Senhora das Graças in Rialma. 2011 nahm Damascena zudem einen Lehrauftrag an der Faculdade Serra da Mesa in Uruaçu wahr und 2018 am Institutum Sapientiæ in Anápolis. Daneben war er von 2017 bis 2018 erneut Koordinator für die Pastoral sowie Mitglied des Priesterrats und des Konsultorenkollegiums. Von 19. Februar 2019 bis 12. September 2020 war Damascena Diözesanadministrator des Bistums Uruaçu. Darüber hinaus fungierte er als Vizepräsident des Conselho Interconfessional de Ensino Religioso in Uruaçu und gehörte der Sociedade Brasileira de Cientistas Católicos an.
Am 23. September 2020 ernannte ihn Papst Franziskus zum Bischof von Rubiataba-Mozarlândia. Der Bischof von Uruaçu, José da Silva Chaves, spendete ihm am 6. Dezember desselben Jahres im Heiligtum Nossa Senhora d’Abadia in Muquém die Bischofsweihe; Mitkonsekratoren waren der Bischof von Teófilo Otoni, Messias dos Reis Silveira, und der Bischof von Formosa, Adair José Guimarães. Sein Wahlspruch Ut vitam habeant („Damit sie das Leben haben“) stammt aus Joh 10,10 . Die Amtseinführung erfolgte am 19. Dezember 2020. In der Brasilianischen Bischofskonferenz gehörte Damascena zudem der Kommission für die Bildung und die Kultur an. Ferner war er als Bischof von Rubiataba-Mozarlândia Sekretär der Region Centro-Oeste und dort Verantwortlicher für die geweihten Amtsträger und das geweihte Leben. Überdies lehrte er 2021 als Gastprofessor Rechtsphilosophie am Standort Goiânia des Instituto Superior de Direito Canônico do Rio de Janeiro.
Papst Leo XIV. bestellte ihn am 28. Mai 2025 zum Bischof von Luziânia. Die Amtseinführung fand am 2. August desselben Jahres statt.

## Schriften
- Educar para a vida: contribuições de uma visão ontológica do ser humano para a educação. In: FasemCiências. Band 5, 2014, S. 17–31.
- Educar para a verdade segundo Hang-Georg Gadamer. In: Brasiliensis. Band 4, 2015, S. 127–146.
- Rumo ao pluralismo personalista com base no personalismo de Karol Wojtyła. Pontificia Università Lateranense, Rom 2016, OCLC 1009105829.
- O personalismo de Karol Wojtyła. In: Trilhas Filosóficas. Band 9, Nr. 1, 2017, OCLC 8164028476, S. 37–60.
- O pluralismo personalista em base à filosofia de Karol Wojtyła. In: Atualidade Teológica. Band 25, Nr. 68, 2021, OCLC 9375904726, S. 429–452 (puc-rio.br [PDF; 934 kB]).
- Os Mestres do seu Pensamento. In: Francisco D. A. Albuquerque, Rudy Albino de Assunção (Hrsg.): O amor me explicou todas as coisas. Introdução ao pensamento filosófico de Karol Wojtyla – João Paulo II. Benedictus, Río Bonito 2022, ISBN 978-85-530-1922-9, S. 39–71.